# کومینتانگ
گُئُومین دانگ (که معمولاً در متون فارسی به صورت کوُمینتانگ نوشته شده‌است) (به چینی: 国民党، GUOMIN DANG) به معنای تحت‌اللفظی «حزب ملی/ حزب ناسیونالیست» و مشهور به «جبههٔ ملی چین» حزب مؤسس جمهوری در چین و حزب حاکم (تایوان) است. ایدئولوژی حاکم بر این حزب سه اصل خلق نام دارد که دکتر سون جونگ شان (سون یات سن) آن را تشویق می‌کرد. حزب کومینتانگ در سال ۱۹۱۳ و پس از سرنگونی امپراتوری دودمان چینگ در چین ایجاد شد و پس از فراز و نشیب‌هایی، از سال ۱۹۱۹ حکومت چین را در دست گرفت. رهبران کمونیست آینده مانند مائو تسه تونگ و چوئن لای مناصب مهمی در مؤسسات دهقانی و نظامی کومینتانگ به عهده گرفتند.
کومینتانگ، قدیمی‌ترین تشکل سیاسی چین است، حزبی که یک‌صد سال تاریخ آن (در ۱۹۱۲)، سیاهه دراماتیکی از انقلاب و ضدانقلاب، وحدت ملی و تفرقه بوده‌است. کومینتانگ در فاصلهٔ کمی پس از انقلاب جمهوری‌خواهی ۱۹۱۱ چین تشکیل شد. کومینتانگ به نظر می‌رسید تبلور چهار نیروی طبقاتی اصلی-کارگران، دهقانان، قشرها میانی شهری و بورژوازی ملی باشد که به نظر می‌رسید نیروهای طبیعی ضدامپریالیستی و ضد فئودالی باشند. در سال ۱۹۴۸ کمیتهٔ انقلابی کومینتانگ چین متشکل از نیروهایی شامل سونگ چینگ-لینگ، بیوهٔ سون یات سن، در حمایت از اتحاد با حزب کمونیست چین تأسیس شد.

## پیشینه
سون یات سن (۱۸۶۶–۱۹۲۵) که از نظر تحصیلات و نوع پرورش بیشتر غربی بود تا چینی، خود را به توده‌ها نزدیک کرد و آنها را متشکل ساخت. وی مبارزات خود را با تلاش برای سرنگونی دودمان ناتوان منچو آغاز کرد. در ۱۹۱۲ به عنوان قهرمان ملی از تبعید بازگشت و به عنوان رئیس دولت موقت جمهوری انتخاب شد. سان یات سن فاقد ارتش توده‌ای بود و مجبور شد سپاهیان امپراتوری را تحت رهبری یوآن شیکای بپذیرد. اما شین کای با امپراتور خواندن خود، سان یات سن را متقاعد کرد که حزب ملی‌گرای خود موسوم به کومینتانگ را تأسیس کند، اما هرگز نتوانست حکومتی ملی‌گرا و باثبات در پکن تشکیل دهد.
کومینتانگ چین یا حزب ملی مردم، قدیمی‌ترین تشکل سیاسی چین است، حزبی که یک‌صد سال تاریخ آن، سیاهه دراماتیکی از انقلاب و ضدانقلاب، وحدت ملی و تفرقه بوده‌است. کومینتانگ در فاصله کمی پس از انقلاب جمهوری‌خواهی ۱۹۱۱ چین تشکیل شد. این انقلاب سلسهٔ کوائینگ (Qing)، حکام منچو (Manchu) را که از سال ۱۶۴۴ بر چین مسلط بودند، سرنگون کرد. عاجز از مقاومت در برابر دست‌اندازی‌های قدرت‌های استعماری غربی و ناتوان در قرار دادن چین در مسیر مدرنیزاسیون درون‌زا، کوئینگ در سال‌های نخستین قرن بیستم با قیام‌های مردمی متعدد، تمردهای نظامی و شورش‌هایی روبه‌رو شد که به انقلاب ۱۹۱۱منتهی گردیدند. پویی (Puyi) «آخرین امپراتور» رسماً در فوریه ۱۹۱۲ استعفا داد. کومینتانگ موقعی که در همان سال تأسیس شد، شماری از احزاب و انجمن‌های ناسیونالیست موجود را گرد آورد.
سون یات سن، یک پزشک اهل کانتون که در هنگ‌کنگ و هاوایی تحصیل کرده بود، مهم‌ترین چهره در کومینتانگ بود که هنوز در دو سوی تنگه تایوان از او یاد می‌شود. سون برای دهه‌ها فعالانه، از آن‌جمله در میان چینی‌های مقیم خارج، علیه کوئینگ کار کرد. در سال ۱۸۹۶ زمانی که در لندن بود، به وسیله دیپلمات‌های سلطنتی ربوده و در سفارت چین زندانی شد. تنها یک کارزار رسانه‌ای از طرف جیمز کانتیل (James Cantlie) دوست و پزشک همکار او مانع فرستادن سون به چین و اعدام حتمی وی گردید.
سون در سال ۱۹۰۵ سه اصل مردمی خود را که عبارت بودند از: ناسیونالیسم، دمکراسی و «معیشت مردم» تدوین نمود، که آخرین اصل گاهی سوسیالیسم ترجمه یا حداقل فهمیده می‌شود. سون در اواخر سال ۱۹۱۱ به چین بازگشت و به عنوان رئیس‌جمهور موقت جمهوری جدید منصوب شد. اما جمهوری نتوانست با خود صلح و ثبات بیاورد. یوان شیکائی (Yuan Shikai) یک سلطنت‌طلب لیبرال که جمهوری‌خواه لیبرال شده بود، به جای سون رئیس‌جمهور شد، مخالف کومینتانگ شد و سعی کرد خود را امپراتور کند. سون برای مدتی به ژاپن متواری شد. ظهور سون توجه اولیه ولادیمیر لنین را به خود جلب کرد.
لنین در سال ۱۹۱۲ در نوشتاری پیرامون انقلاب چین نوشت: «هر سطر برنامه سون یات-سن یک دمکراسی پیکارگر و صادقانه را نشان می‌دهد. این یک درک کامل از ناکافی بودن انقلاب «نژادی» را نشان می‌دهد. کم‌ترین رد پایی از بی‌تفاوتی به موضوعات سیاسی، یا کم بها دادن به آزادی سیاسی، یا این ایده که «اصلاح اجتماعی» چین یا اصلاحات طبق قانون اساسی چین می‌تواند با استبداد چین هم‌ساز باشد، وجود ندارد. این از دمکراسی کامل و تقاضا برای یک جمهوری دفاع می‌کند. این کاملاً مسئله شرایط توده‌ها، مبارزه توده‌ای را مطرح می‌کند. این هواداری گرم با مردم زحمتکش و تحت استثمار، ایمان به توان آن‌ها و به عدالت برای آرمان آن‌ها را ابراز می‌کند.»
شور و شوق لنین برای برنامه انقلابی دمکراتیک سون بیش‌تر از انتقاد او از درک سردرگم سون از مفاهیم سوسیالیسم و سرمایه‌داری است. لنین در همان نوشتار ظهور نهایی یک حزب مارکسیستی را پیش‌بینی می‌کند که با شور و شوق برنامه سون را پیش خواهد برد: «پرولتاریای چین با افزایش تعداد جمعیت شانگهای افزایش خواهد یافت. پرولتاریای چین احتمالاً نوع چینی حزب سوسیال-دمکرات کارگری را تشکیل خواهد داد، که در حالی که از اتوپی‌های خرده بورژوازی و نظرات ارتجاعی سون یات-سن انتقاد خواهد کرد، مطمئناً مراقب خواهد بود از هسته انقلابی-دمکراتیک برنامه سیاسی و دهقانی خود دفاع کند و آن را توسعه دهد.»
در اوائل دهه ۱۹۲۰، پس از بازگشت سون به چین با قصد احیای جمهوری از طریق رهایی و وحدت کشور از قدرت‌های امپریالیستی و قدرت‌های منطقه‌ای، انقلاب نسیم دوم خود را داشت. سون از انقلاب روسیه استقبال کرده بود و دولت شوروی تلاش‌ها در حمایت از کومینتانگ را از طریق ارسال مستشاران نظامی و سیاسی آغاز کرد.
آدولف جوف (Adolf Joffe)، دیپلمات شوروی طی یک بیانیه مشترک با سون روشن کرد که شوروی قصد فوری برای آوردن سوسیالیسم [به چین] ندارد. در عوض، به حزب کمونیست نوپای چین نیز توصیه شد سکتاریسم را کنار بگذارد و با کومینتانگ در نبرد مشترک علیه امپریالیسم و فئودالیسم متحد شود.
کومینتانگ به نظر می‌رسید تبلور چهار نیروی طبقاتی اصلی-کارگران، دهقانان، قشرها میانی شهری و بورژوازی ملی-باشد که به نظر می‌رسید نیروهای طبیعی ضدامپریالیستی و ضد فئودالی باشند. سون موافقت نمود که کمونیست‌ها بتوانند به کومینتانگ بپیوندند و عضویت در حزب کمونیست چین را نگه دارند.
هنک اسنیولایت (Henk Sneevliet) انقلابی هلندی، به چینی معروف به مارینگ، تجربه خود از اندونزی را آورد که در آنجا کمونیست‌ها پیش از آن ائتلاف مشابهی را تشکیل داده بودند. مارینگ معمار این استراتژی «جبهه از درون» بود. این نخستین جبهه متحد بین کمونیست‌ها و ملی‌گرایان چین، برخی نتایج متضاد به بار آورد. کمک نظامی شوروی یک ارتش نیرومند کومینتانگ را به وجود آورد و افسران ارشد، از آن‌جمله چیانگ کای‌چک را تعلیم داد. عضویت دوگانه بدین معنی بود که سازمان‌دهندگان، کمیسارها و تهییج‌گران کمونیست به سازمان متزلزل کومینتانگ تکان نیرومندی دادند. رهبران کمونیست آینده مانند مائو تسه تونگ و چوئن لای مناصب مهمی در مؤسسات دهقانی و نظامی کومینتانگ به عهده گرفتند. نفوذ کمونیستی به شدت رشد کرد. تعداد اعضای حزب کمونیست چین که در زمان تشکیل چند ده نفر بود در سال ۱۹۲۷ به ۵۰٫۰۰۰ نفر رسید، گرچه تمرکز بر ساختمان کومینتانگ از جانب برخی به عنوان تضعیف سازمان مستقل خود حزب دیده می‌شد.
کمونیست‌ها نفوذ خود را در رهبری بالای کومینتانگ افزایش دادند، و مطمئناً به نظر شوروی و رهبران کمینترن در مسکو هم می‌رسید، که چرخش به چپ ناگزیر است. اما بعد از مرگ سون در سال ۱۹۲۵، رشد کمونیست‌ها موجب خصومت جناح راست و مرکز کومینتانگ شد. در سال ۱۹۲۷نیروهای ضدکمونیست درون کومینتانگ در قلب کشور در شانگهای و گوانگجو به حزب کمونیست چین حمله کردند و هزاران فعال را قتل‌عام نمودند. عمر کوتاه تلاش برای متشکل کردن دوباره بر محور یک دولت کومینتانگ چپ در وُهان، شهر مرکزی چین، پس از حمله آن به حزب کمونیست چین به پایان رسید. مائو کومینتانگ به رهبری چیانگ کای‌شک را «دشمن انقلاب» می‌دانست و از دید مائو، دولت کومینتانگ متکی به حمایت امپریالیست‌ها بود و بورژوازی بزرگ چین کارگزار سلطهٔ امپریالیسم به‌شمار می‌رفت. در طول جنگ داخلی چین از ۱۹۲۶ تا ۱۹۴۹ چیانگ کای‌شک سعی در شکست دادن حزب کمونیست چین به رهبری مائو تسه دون داشت.
نخستین جبهه متحد به شکست انجامید، اما به جای یک دوره تأمل برای تهیه ترازنامه، شکست در اختلاف جناحی در درون رهبری شوروی بین استالین و بوخارین در یک سو، و تروتسکی و زینوویف در سوی دیگر، به تداخل افتاد. از جایگاه امروز به آسانی می‌توان دید که هر دو گروه در مسکو به نحو غیرمنتظره‌ای چین را درست نشناخته بودند، و هر کدام انقلاب چین را بر الگوی انقلاب اکتبر قرار می‌داد. مهم این است که هیچ‌کدام تراز درستی از روابط کومینتانگ- حزب کمونیست چین به دست نمی‌دادند.
به مدت یک دهه در جریان نخستین جنگ داخلی چین، چیانگ کای‌شک با عدم موفقیت سعی کرد حزب کمونیست چین را نابود کند، اما در ژوئیه ۱۹۳۷ ژاپن جنگ متصرفاتی تمام عیار خود را علیه چین شروع کرد. کمونیست‌ها برای یک جبهه متحد دوم پیکار کردند، اما از شکست خود در جبهه متحد اول آموخته بودند. این‌بار به گفته مائو: «سیاست ما سیاست استقلال و ابتکار در درون جبهه متحد است، سیاستی هم متحد و هم مستقل.» چیانگ کای‌شک پس از ربوده شدن به دست ژنرال‌های خود مجبور به اعمال یک موافقت‌نامه متحد ضد ژاپن شد.
کمونیست‌ستیزی سرسختانه و تحریکات سیاسی و نظامی بی‌پایان چیانگ علیه حزب کمونیست چین طی جنگ ضد ژاپن صرفاً به تقویت موقعیت حزب کمونیست چین به مثابه یک نیروی مثبت برای مقاومت و وحدت ملی و به بی‌اعتباری سیاسی چیانگ و از دست رفتن روحیه سرباران او کمک کرد. زمانی‌که چیانگ کای‌چک پس از شکست ژاپن در سال ۱۹۴۵ جنگ داخلی را از سر گرفت و تلاش‌های حزب کمونیست چین برای یک راه‌حل مسالمت‌آمیز را رد کرد، کمونیست‌های چین قادر شدند لایه به لایه، از سربازان پیاده‌نظام گرفته تا ژنرال‌ها، حمایت از کومینتانگ را خنثی کنند. در سال ۱۹۴۸ کمیته انقلابی کومینتانگ چین متشکل از نیروهایی شامل سونگ چینگ لینگ، بیوه سون یات سن، در حمایت از اتحاد با حزب کمونیست چین تأسیس شد.
کومینتانگ انقلابی امروز به عنوان یکی از چندین حزب قانونی در جمهوری خلق چین به فعالت ادامه می‌دهد و اعضای آن نقش مهمی در پست‌های گوناگون دولتی دارند.
در جریان جنگ داخلی میلیون‌ها سرباز کومینتانگ متواری شده و به ارتش رهایی‌بخش خلق به رهبری حزب کمونیست چین پیوستند، که به پیروزی آن در سرزمین اصلی و اعلام جمهوری خلق چین در اول اکتبر ۱۹۴۹ انجامید.
باقی‌مانده نیروهای چیان کای شک به استان تایوان عقب‌نشینی کردند و به مدت بیش از ۳۸ سال یک حکومت نظامی بر مردم تایوان تحمیل کردند و هنوز ادعا می‌کنند که آنها نماینده مشروع جمهوری چین هستند. کومینتانگ ابتدا تحت چیانگ، سپس تحت پسر او چیانگ چینگ-کو و بعداً تحت لی تنگ-هوئی در قدرت ماند. لی در سال ۱۹۹۱ به حکومت اضطراری که سلطه نمایندگان منصوب شده در سال ۱۹۴۷ را بر مجلس ملی ممکن ساخته بود، خاتمه داد. به رغم انشعاب‌ها و انفصال‌ها و یک چالش نیرومند از جانب حزب جدایی‌طلب ترقی‌خواه دمکراتیک، کومینتانگ نیروی سیاسی اصلی جزیره باقی مانده‌است. یک‌صد سال پس از بنیانگذاری کومینتانگ رؤیای سون یات-سن برای یک چین متحد هنوز کاملاً تحقق نیافته‌است.
حزب کومینتانگ امروز از سیاست «یک چین»، که عامل مهمی در روابط باثبات بین دولت مرکزی در پکن و مقامات در تایپه‌است حمایت می‌کند.